# Maximianskathedra

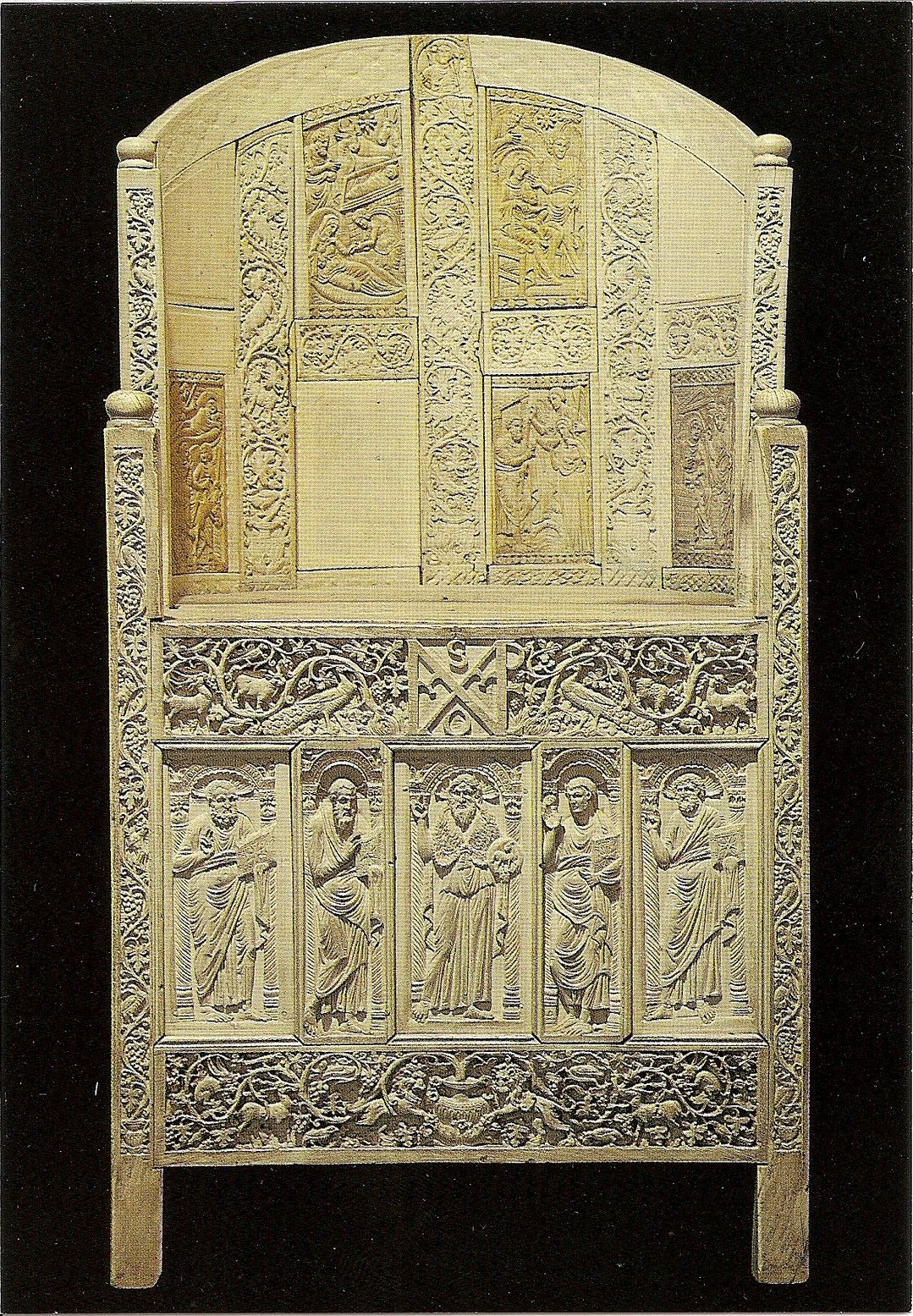
Die Maximianskathedra

Die Maximianskathedra ist ein Bischofsstuhl (Kathedra) aus der Mitte des 6. Jahrhunderts, der sich im Museo arcivescovile in Ravenna befindet. Er wird dem ravennatischen Bischof Maximianus zugeordnet und ist komplett mit Elfenbeintafeln dekoriert, die alt- und neutestamentliche Darstellungen zeigen.

## Geschichte
Erstmals wird die Kathedra in dem venezianischen Geschichtswerk Chronicon Venetum des 10. Jahrhunderts erwähnt. Laut diesem war der Bischofsstuhl ein Geschenk des Dogen von Venedig Pietro II. Orseolo an Kaiser Otto III. Nachdem Otto im Jahre 996 durch Papst Gregor V. zum Kaiser gekrönt worden war, unternahm er mehrere Italienfeldzüge. Otto unterhielt Beziehungen zum Dogen Venedigs, Pietro II. Orseolo. 1001 reiste der Kaiser erneut nach Italien, dort kam es zu einigen militärischen Auseinandersetzungen. Schließlich begab er sich nach Ravenna und ließ dort dem Dogen zwei kostbare Goldarbeiten zukommen. Im Gegenzug beauftragte Pietro Orseolo den Diakon Johannes, dem Kaiser eine Kathedra aus Elfenbein zu überreichen. Kurze Zeit später verstarb dieser jedoch. Die Kathedra verblieb aller Wahrscheinlichkeit nach in Ravenna, gesichert ist dies aber keineswegs.
Weitere Quellen finden sich erst 1664 bei dem kunstinteressierten Bischof Gerolamo Fabri. Dieser berichtet von einem alten Bischofsstuhl aus Elfenbein, versehen mit biblischen Schnitzereien. Ebenso schreibt der römische Archäologe Giovanni Giustino Ciampini († 1689) über einen vernachlässigten Bischofssitz. Ciampini spricht sogar von einer Restaurierung. Doch erst 1919 holte man die Kathedra im Zuge weiterer Aufarbeitungen aus der Vergessenheit und stellte sie im erzbischöflichen Palast auf. Dabei bemerkte man eine Vielzahl fehlender Darstellungen. In den folgenden Jahrzehnten gelang es, einige der verschollen geglaubten Elfenbeinplatten wieder in das Kunstwerk zu integrieren, so dass im Jahr 1956 eine zweite Restaurierung erfolgen konnte. Während der Überarbeitung und Rekonstruktion wurden die ursprünglichen hölzernen Einfassungen vieler Platten gegen Plexiglas ausgetauscht. Von den ehemals 39 Tafeln sind lediglich 27 erhalten geblieben. Heute befindet sich die Maximianskathedra im ravennatischen Museo arcivescovile.
Auffällig bei den historischen Überlieferungen ist die fehlende Erwähnung dieses Stuhles in den Schriften des spätantiken Geistlichen Agnellus von Ravenna (487–570). An keiner Stelle seines Liber pontificalis ecclesiae Ravennatis erwähnt er ein Kunstwerk solcher Art. Dies kann verschiedene Gründe haben, so könnte es sich z. B. bei den venezianischen Quellen um eine andere Kathedra gehandelt haben. Nicht auszuschließen ist auch die Möglichkeit, dass er die heutige nie zu Gesicht bekam, weil sie an einem anderen Ort aufbewahrt wurde.

## Aufbau
Bei der Kathedra handelt es sich um einen stuhlartigen Sitz in Kastenform der auf sieben vierkantigen Füßen ruht. Die sitzende Person lehnte an einer leicht gerundeten Rückenlehne, die bis auf Schulterhöhe reichte. Daran schließen sich zwei Armstützen an. An den Eckpunkten der Sitzfläche ragt jeweils ein Pfosten in die Höhe. Diejenigen der Schauseite werden von einem abgeflachten Knauf bekrönt.
Im Inneren besteht das Grundgerüst der Kathedra aus Ebenholz, das durchgängig mit bebilderten Elfenbeinplatten besetzt ist. Außen- wie Innenflächen der Rückenlehne zieren neutestamentliche Darstellungen. Demgegenüber schmücken in vertikaler Richtung zehn (jeweils fünf an jeder Seite) alttestamentliche Szenen die Wangenpartien der Armstützen. An der Front sind die vier Evangelisten sowie Johannes der Täufer abgebildet. Einige der fehlenden Darstellungen wurden um des Gesamteindruckes willen durch schmucklose Holztafeln ersetzt, die man zuvor mit Pergament überzog. Der Sitz ragt 0,58 m in die Höhe, die Rückenlehne erhebt sich um 0,64 m darüber. Die Armstützen schließen an den Seiten mit 0,18 m an, die Sitzfläche dazwischen ist 0,62 m breit.

## Ikonographie

### Monogramm
Nachdem Gerolamo Fabri die Kathedra im 17. Jahrhundert aus der Vergessenheit geholt hatte, stellte sich die Frage nach der Zugehörigkeit. Einen wichtigen Hinweis dazu lieferte das Monogramm der Schauseite. Ein Mann namens Mario Fiorentini nahm sich als Erster dessen Entzifferung an. Er kam zu dem Ergebnis, die Kathedra sei dem ravennatischen Bischof Maximianus zuzuordnen. Fiorentini entschlüsselte das Monogramm als „Maximianus Episcopus“. Dem gegenüber steht die Meinung François Martroyes und die des kroatischen Archäologen Frane Bulić. Martroye sieht den Ursprungsort der Kathedra in Dalmatien. Dies führt er auf die Eroberung Dalmatiens durch den venezianischen Dogen Pietro II. Orseolo zurück. Sie stellte ein willkommenes Beutegut aus den Trümmern Salonas dar und diente als Geschenk an Kaiser Otto. Da in Salona der Bischof Maximus I. im 4. Jahrhundert sein Amt ausübte, kam für Martroye nur die Übersetzung Maximus Salonae Eps in Frage. Dem schließt sich Don Fane Bulič weitestgehend an, ordnet die Kathedra aber nicht Maximus I., sondern dem dort ebenfalls ansässigen Maximus II. zu. Dieser lebte etwa ein Jahrhundert später und verstarb im Jahre 615. Beide Entzifferungen sind jedoch das Resultat eines Analysefehlers. Martroye und Bulič sehen am unteren Rand des „X“ im Monogramm fälschlicherweise einen Balken. Dieser hatte die Annahme eines „L“ zur Folge. Die Länge dieses Balkens ist jedoch zu gering. Zudem sind beide Zuordnungen aufgrund stilistischer Prüfungen nicht haltbar.
Folglich versuchte man in Ravenna selbst einen Hinweis für die Zugehörigkeit des Monogramms zu finden. Nach einigen Vergleichen stellte man fest, dass lediglich der Bischof Maximian als Bezugsperson übrig geblieben war. In einer der Hauptquellen zur Geschichte Ravennas, dem Liber pontificalis ecclesiae Ravennatis, beschreibt Agnellus das Leben des Maximian. Die starke Tätigkeit Maximians als Mäzen legt es durchaus nahe, dass es sich bei dem Monogramm um das seine handelt. Einen endgültigen Beweis seiner Zugehörigkeit brachte der Vergleich mit ähnlichen Monogrammen, die ihm zugeschrieben wurden und in Anlehnung an Agnellus verifiziert werden konnten.

### Schauseite und Ornamentik
Die Schauseite der Kathedra zeigt, ähnlich den Wangen und der Rückenlehne, Elfenbeinplatten mit Darstellungen christlicher Themen. Sie zeigt die vier Evangelisten, in deren Mitte sich Johannes der Täufer befindet. Jeder der fünf Heiligen trägt ein langes Pallium, hat den rechten Arm und selbige Hand zu einem Segens- bzw. Redegestus erhoben und hält in der verhüllten Linken ein Evangelienbuch. Ausgenommen ist hier Johannes. Ihm kommt eine besondere Stellung in dieser Szenerie zu. Er hält eine flache Scheibe in die Höhe. Sie trägt das Bild eines Lammes. Es stellt symbolisch den Gottessohn Jesus Christus dar.

## Herkunft
Eine der am meisten diskutierten Fragen ist die der Herkunft. Dass eine Antwort hier unablässig scheint, findet in mehreren Bereichen seine Begründung. Zum einen wäre so eine Zuweisung weiterer Elfenbeinarbeiten möglich. Zum anderen bildet die Entschlüsselung einen bedeutenden Anhaltspunkt in der ikonographischen Kunstentwicklung. Weiterhin kann sie für die Darstellung des kulturellen Kontextes eine wichtige Rolle spielen. Ist sie das Ergebnis ost- oder weströmischer Kunstfertigkeit? Zur Klärung dieser Frage analysierten Forscher sowohl die Ikonographie als auch die Platten an sich.
Betrachtet man die Platten der Heiligengestalten, so fällt auf, dass diese in unterschiedlichen Maßen gefertigt wurden. Sowohl die beiden äußeren als auch die mittlere Platte sind größer proportioniert als die übrigen, schmaleren Tafeln. Der Wechsel von Breite und Enge unterliegt einem Schema, das sich auch auf kleinasiatischen Säulensarkophagen finden lässt. Dies entspricht also einer östlichen Tendenz. Weiterhin werden in den Segmentbögen hinter den Köpfen der Heiligen Muscheln sichtbar. Die Tatsache, dass der Verschluss nicht zu erkennen, der Muschelausgang hingegen deutlich zu sehen ist, verweist auf den Gebrauch östlicher, allem voran byzantinischer Kunst. Neben der Schauseite liefern die Darstellungen der biblischen Zyklen stilistische Hinweise auf ihre Herkunft. Die Tafeln sind sehr plastisch ausgearbeitet. Verglichen mit den Konsulardiptycha des 6. Jahrhunderts fallen die stärker betonten Gewandungen und die individuellen Eigenheiten der Gesichter ins Auge. Diese Detailliertheit ist charakteristisch für das Wirken byzantinischer bzw. östlicher Kunst.
Neben der Analyse des Dargestellten hat man bei den Restaurierungen die einzelnen Tafeln untersucht. Dabei fand man auf der Rückseite der Wangenplatten griechische Zählmarken. Daraus resultiert zweierlei. Erstens konnte man feststellen, dass mehrere Künstler an der Fertigung beteiligt waren, und zweitens war der Gebrauch von Zählmarken im Byzantinischen Reich bis in die Spätantike hinein üblich. Gerade Konstantinopel bildete dabei eines der Zentren. Insgesamt hat sich in der Forschung die Meinung durchgesetzt, dass die Maximianskathedra in einer Elfenbeinwerkstatt des spätantiken Konstantinopels gefertigt wurde.

## Chronologische Einordnung
Urkundlich ist lediglich die Nennung einer Elfenbeinkathedra bekannt. Diese Überlieferungen, welche das Kunstwerk mit dem venezianischen Dogen Pietro II. Orseolo und Kaiser Otto III. in Verbindung bringen, weisen in die Zeit um 1001. Es ist jedoch nicht belegt, dass der Stuhl ebenfalls in jener Phase entstanden ist. Die Möglichkeit einer vorangegangenen Fertigung bleibt offen. Da die Forschung schriftkundlich nicht weiterkam, wandte sie sich den künstlerischen Darstellungen der Kathedra zu. Besonders das Monogramm und die biblischen Zyklen standen hier im Vordergrund. So wird die alttestamentliche Bilderserie ikonographisch ins 5. Jahrhundert datiert. Nach Morath war das 6. Jahrhundert eine Zeit, in der der Osten der spätantiken Welt (besonders Konstantinopel) eine geistige Unruhe christologischer Auseinandersetzungen zu bewältigen hatte. Um dem entgegenzuwirken, verbildlichte man dem Volke u. a. das Leben Jesu und Marias.
Eine Untersuchung der Schauseite lieferte ebenfalls einige Indizien. So sind es denn die vier Evangelienbücher, welche eine stilistische Einordnung möglich machen. Die mit einem Gemmenkreuz gekennzeichneten Schriften werden in ihrer Form und Darstellungsweise seit dem 5. Jahrhundert gefertigt. Das wohl wichtigste Element zur Datierung der Kathedra bildet jedoch das Monogramm des Maximianus. Geht man davon aus, und dass der Stuhl zu seiner Zeit in Auftrag gegeben wurde, so lässt sich der Zeitraum beträchtlich eingrenzen. Maximian bekleidete in den Jahren 546–556 das Amt des Bischofs. Somit liefert das Monogramm einen Verweis in diese Zeitspanne. Berücksichtigt man nun noch die Übersetzung in Episcopus, so könnte man den Zeitraum (unter größtem Vorbehalt) sogar in seine ersten vier Amtsjahre als Bischof (546–550) legen.
Aufgrund oben angeführter Argumente und Untersuchungen datiert die Forschung die Maximianskathedra an den Anfang der 50er Jahre des 6. Jahrhunderts.